# Josef Peyr
Josef Peyr, auch Joseph Payr (* 6. März 1835 in Mühlbach, Gemeinde Attersee; † 16. Mai 1881 in Wien), war Müller und Abgeordneter zum Österreichischen Abgeordnetenhaus.

## Leben
Josef Peyr war Sohn des Mühlen- und Sagmeisters Franz Xaver Peyr († 1871). Nach dem Besuch eines Gymnasiums in Linz (das er wohl ohne Abschluss beendete) wurde er Müller einer Mahl- und Sägemühle in Mühlbach. Ab 1860 war er auch Teilhaber des Bau- und Brennholzhandels „Franz Peyr & Sohn“. 
Josef Peyr war von 1867 bis 1870 und von 1871 bis 1875 Mitglied im Oberösterreichischen Landtag (II., III., IV. und V. Wahlperiode), als Abgeordneter der Landgemeinden (Wahlbezirk Vöcklabruck) (bis 1870) bzw. als Abgeordneter der Städte und Industrialorte (Wahlbezirk Vöcklabruck) (ab 1871). Von 1867 bis 1870 war er Bürgermeister von Attersee.
Er starb am 16. Mai 1881 im Alter von 46 Jahren.
Er war römisch-katholisch und ab 1858 verheiratet mit Pauline von Pausinger, mit der er zwei Töchter und vier Söhne hatte, wobei drei Söhne jung verstorben sind. 

## Politische Funktionen
Josef Peyr war vom 20. Oktober 1868 bis zum 21. Mai 1870 Abgeordneter des Abgeordnetenhauses im Reichsrat (II. Legislaturperiode) und war dort für die Kurie Oberösterreich, Landgemeinden (Vöcklabruck, Frankenmarkt, Schwanenstadt, Mondsee, Gmunden, Ischl, Ried, Obernberg, Haag, Schärding, Raab, Engelszell, Peuerbach, Braunau, Mauerkirchen, Mattighofen, Wildshut) zuständig. Er wurde gemeinsam mit Friedrich Bergmüller Abgeordneter nach dem Tod des verstorbenen Franz Maximilian Heyss und dem Rücktritt von Rafael Kremer von Auenrode.

## Klubmitgliedschaften
Josef Peyr war ab dem 27. Oktober 1868 Mitglied im Klub der Linken und ab dem 27. Januar 1869 im Klub der neuen Linken.